# 鋼の錬金術師 (舞台)
舞台『鋼の錬金術師』（はがねのれんきんじゅつし）は、荒川弘による日本の漫画『鋼の錬金術師』を原作とした舞台。
主演は、一色洋平と廣野凌大（ダブルキャスト）、脚本・演出は石丸さち子、音楽監督は森大輔、製作は舞台「鋼の錬金術師」製作委員会。

## 公演日程
舞台「鋼の錬金術師」
- 2023年3月8日 - 12日、新歌舞伎座
- 2023年3月17日 - 26日、日本青年館ホール

舞台「鋼の錬金術師」―それぞれの戦場（いくさば）―
- 2024年6月8日 - 16日、日本青年館ホール
- 2024年6月29日 - 30日、SkyシアターMBS

## キャスト
特筆がなければ第1作・第2作共通。
- エドワード・エルリック - 一色洋平 / 廣野凌大
- アルフォンス・エルリック - 眞嶋秀斗
- ウィンリィ・ロックベル - 岡部麟（AKB48）
- ロイ・マスタング - 蒼木陣 / 和田琢磨
- リザ・ホークアイ - 佃井皆美
- アレックス・ルイ・アームストロング - 吉田メタル（第1作）
- マース・ヒューズ - 岡本悠紀（第1作）
- ジャン・ハボック - 君沢ユウキ
- ヴァトー・ファルマン - 寿里（第2作）
- デニー・ブロッシュ - 原嶋元久
- ハイマンス・ブレダ - 滝川広大（第2作）
- ケイン・フュリー - 野口準（第2作）
- マリア・ロス - 瑞生桜子（第1作）、七木奏音（第2作）
- リン・ヤオ - 本田礼生（第2作）
- メイ・チャン - 柿澤ゆりあ（第2作）
- フー - 新田健太（第2作）
- ランファン - 星波（第2作）
- ティム・マルコー - 阿部裕
- ショウ・タッカー - 大石継太（第1作）
- ヨキ - 大石継太（第2作）
- イズミ・カーティス - 小野妃香里
- ラスト - 沙央くらま（第1作）、大湖せしる[注 1]（第2作）
- エンヴィー - 平松來馬
- グラトニー - 草野大成
- 傷の男（スカー） - 星智也
- ゾルフ・J・キンブリー - 鈴木勝吾
- ピナコ・ロックベル - 久下恵美
- グレイシア・ヒューズ - 斉藤瑞季（第1作）
- ニーナ・タッカー - 小川向日葵 / 尻引結馨（共に第1作）
- キング・ブラッドレイ - 辰巳琢郎（第1作）、谷口賢志（第2作）
- ヴァン・ホーエンハイム - 鍛治直人（第2作）
- アルフォンス・エルリック（スーツアクター） - 桜田航成

バンドメンバー
- Band Master & Key - 森大輔
- Gt. - オオニシユウスケ
- Ba. - 熊代崇人（第1作）、富岡陽向（第2作）
- Dr. - 守真人（第1作）、直井弦太（第2作）

アンサンブル
- 真鍋恭輔
- 辻󠄀大樹（第1作）
- 田嶋悠理（第1作）
- 三小田芳樹（第1作）
- 榮桃太郎
- 丸山雄也
- 島田隆誠
- 近藤茶[注 2]（第1作）
- 田嶋悠理（第2作）

## スタッフ
特筆がなければ第1作・第2作共通。
- 原作 - 荒川弘「鋼の錬金術師」（掲載「ガンガンコミックス」スクウェア・エニックス刊）
- 脚本・演出 - 石丸さち子
- 音楽監督 - 森大輔
- 作詞 - 石丸さち子
- 作曲 - 森大輔
- 美術 - 伊藤雅子
- 照明 - 日下靖順
- 音響効果 - 天野高志
- 音響 - 増澤努
- 映像 - O-beron inc.
- 舞台監督 - 今野健一
- ヘアメイク - 馮啓孝、井村祥子
- 衣裳 - 渡邊礼子
- 小道具 - 羽鳥健一
- 殺陣 - 新田健太
- 演出助手 - 高野玲（第1作）、矢本翼子（第2作）
- 楽器 - 中平チェリー皓也（第2作）
- 制作進行 - 麻田幹太
- 宣伝デザイン - 山代政一
- グッズデザイン - 山代政一、石本寛絵
- デザイン協力 - 石本茂幸
- 宣伝スタイリング - 中西永人（JOE TOKYO）
- フォトグラファー - TOBI